# Naturum National parkernas hus
Naturum National parkernas hus nebo Naturum Tyresta, česky lze přeložit jako Naturum dům národního parku, je naturum (tj. švédský typ návštěvnického a informačního centra) patřící k vesnici Tyresta by v okrese Haninge v Národním parku Tyresta v kraji Stockholm ve Švédsku.

## Další informace
Podobně jako na jiných místech Švédska, je dřevěná budova Naturum bránou do přírody, historie a kultury jedinečné přírody a hodnot v tomto případě zaměřených na Národní park Tyresta. Lze zde získat potřebné informace, zakoupit suvenýry, mapy, případně si domluvit vlastního průvodce nebo pronajmout prostory pro pořádání akcí apod. Zde se můžete zúčastnit některé z túr, které naturum pořádá po celý rok. Můžete si také objednat vlastního průvodce nebo si pronajmout prostory naturum pro pořádání konferencí. Součástí je také interaktivní výstava. Občasně pořádá naturum také vlastní kulturní akce. Vstup je zdarma!
K naturu vedou také turistické trasy Åvaleden, Barnvagnsslingan, Bylsjöslingan, Sjöarna runt, Sörmlandsleden. Nejčastějším turistickým cílem tras z natura je blízké jezero Bylsjön.

## Galerie

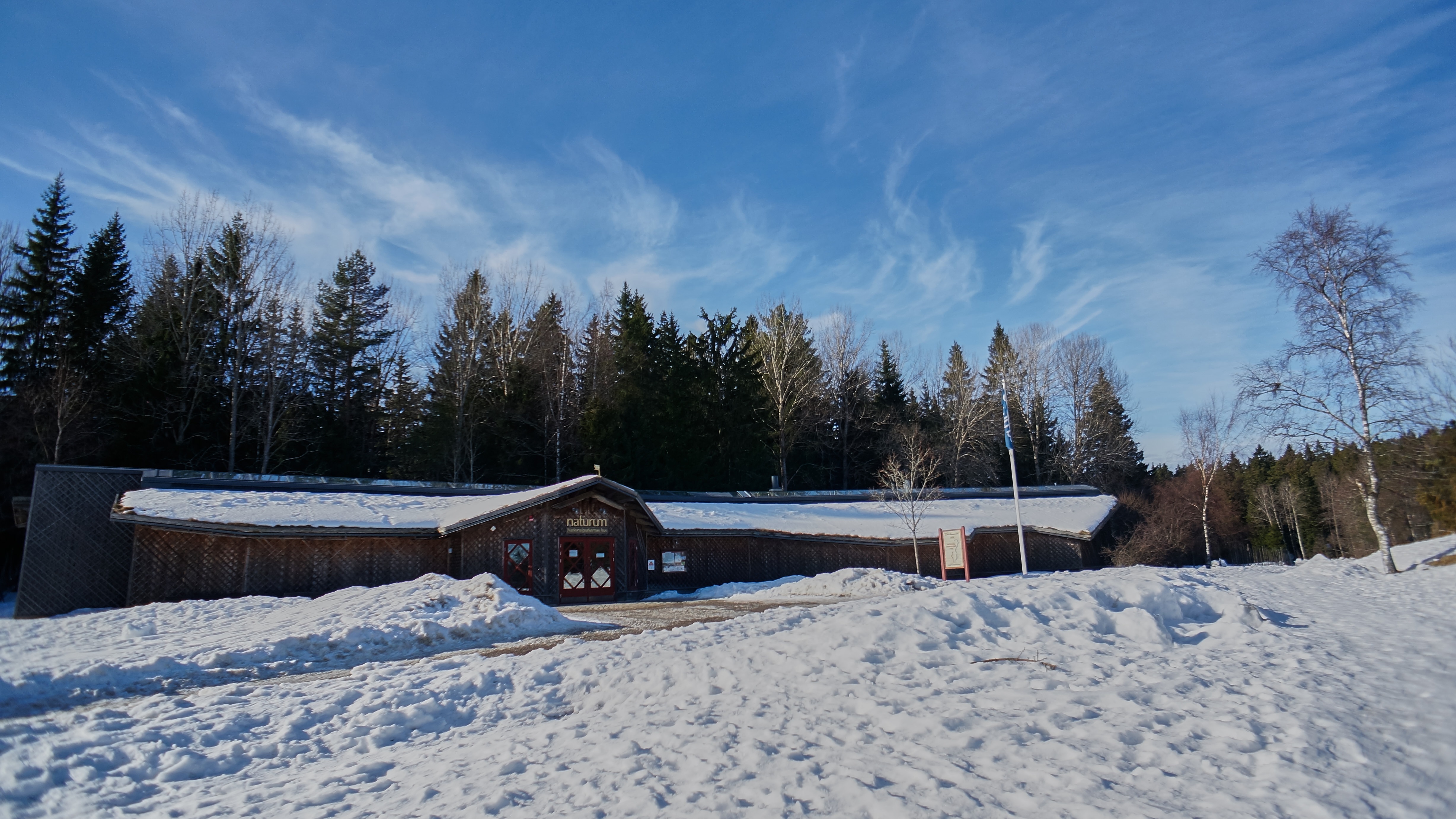
Březen 2013
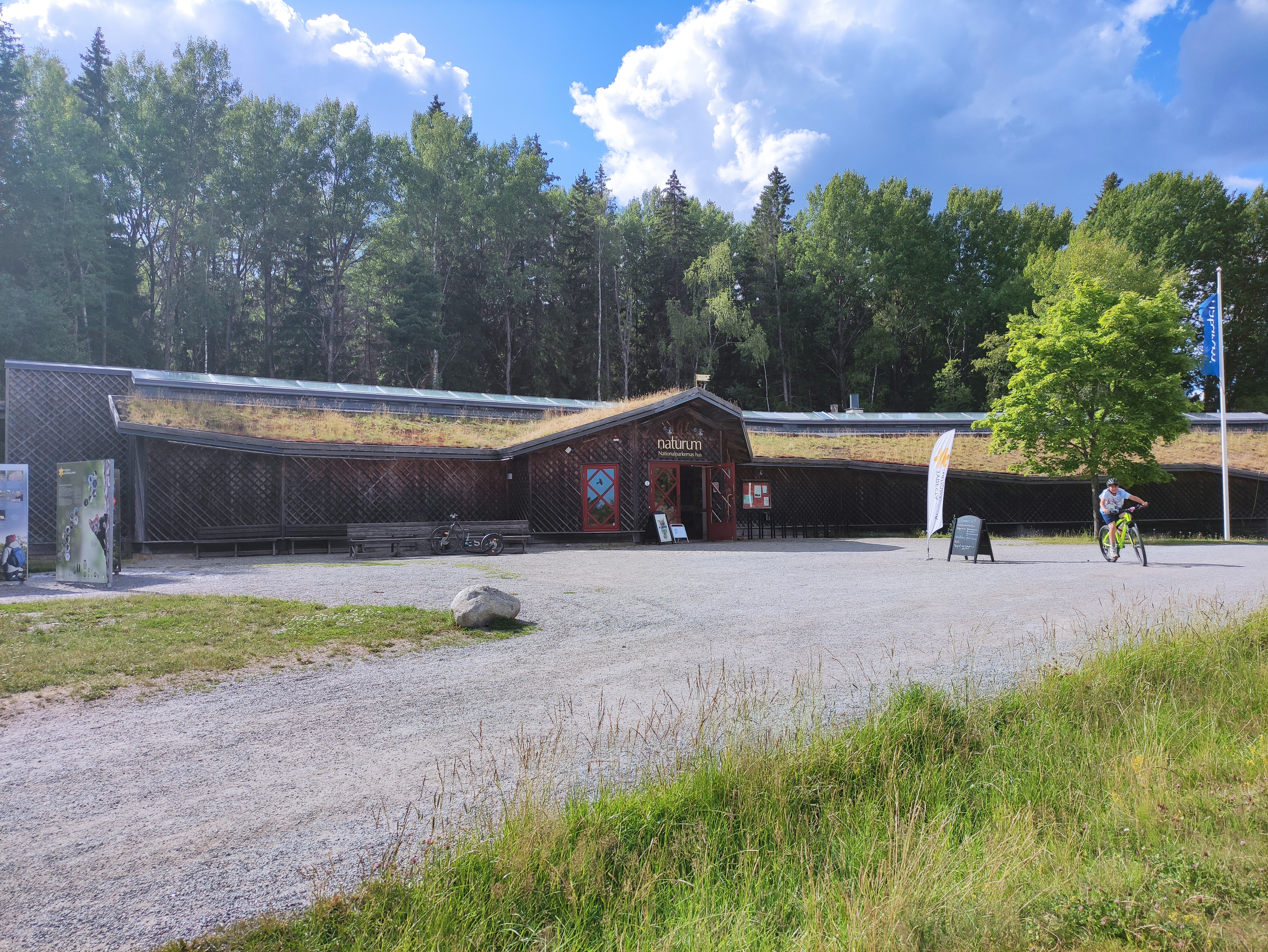
Červenec 2023
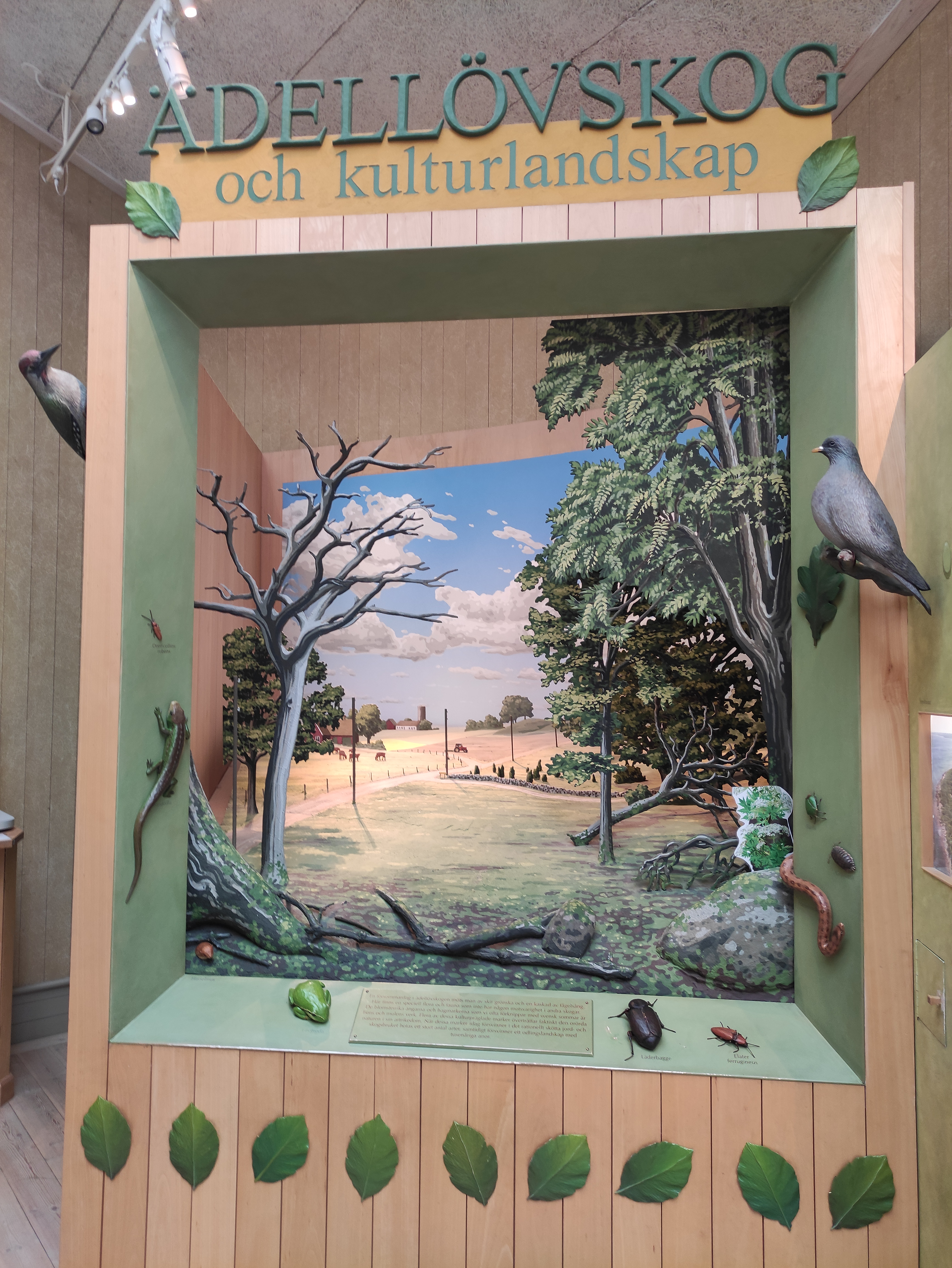
Interiér
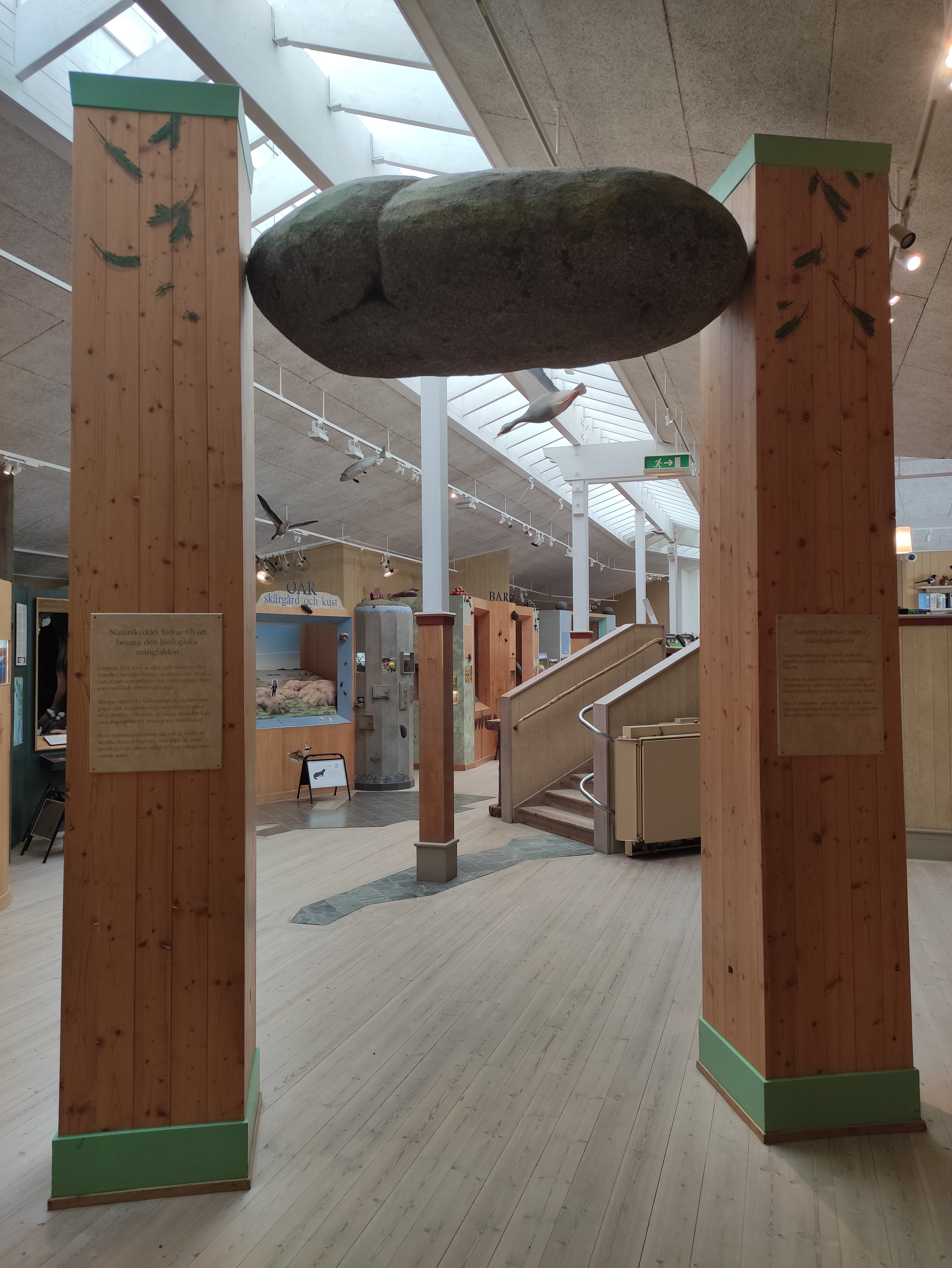
Interiér
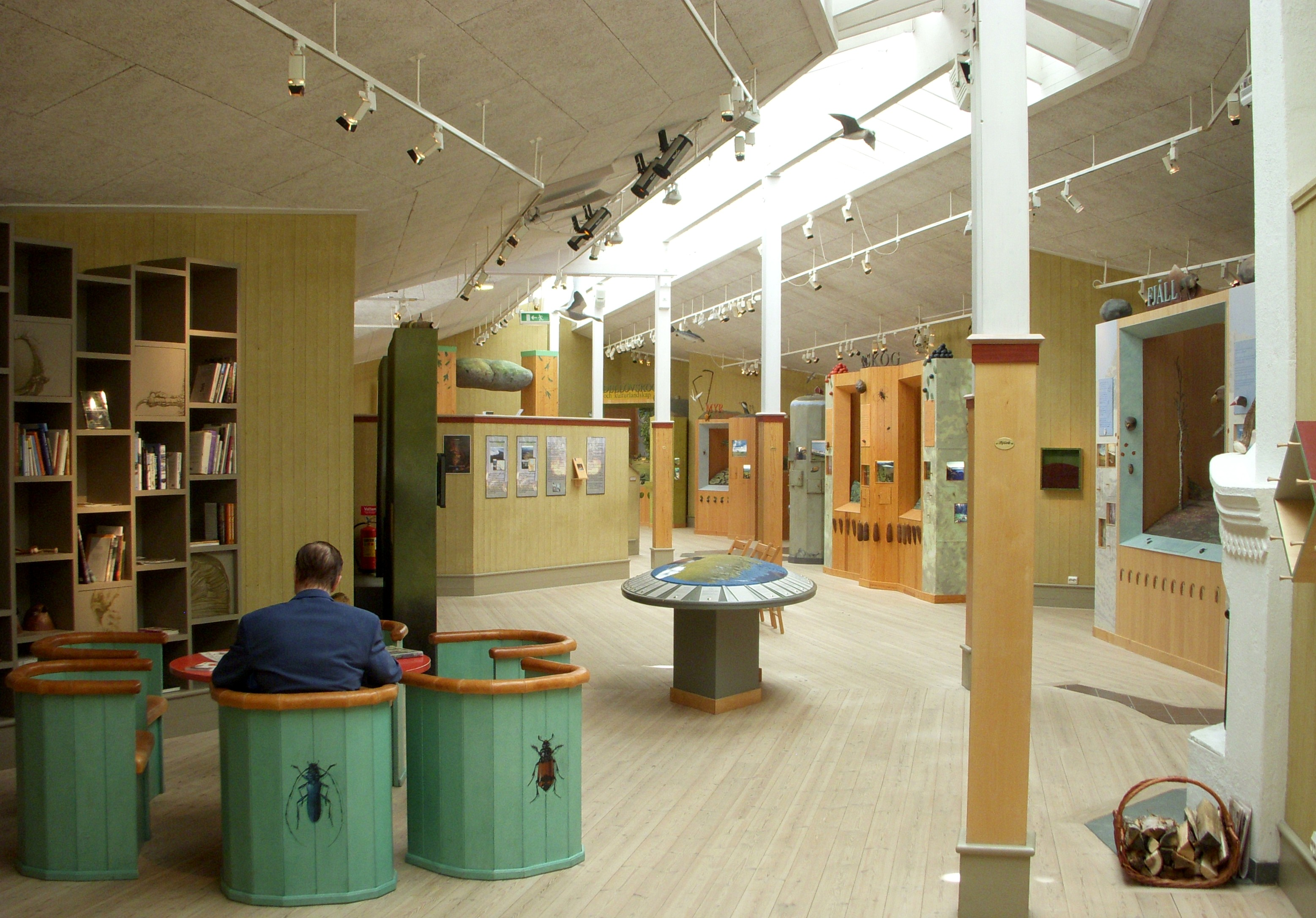
Interiér